# دسترسی با طناب

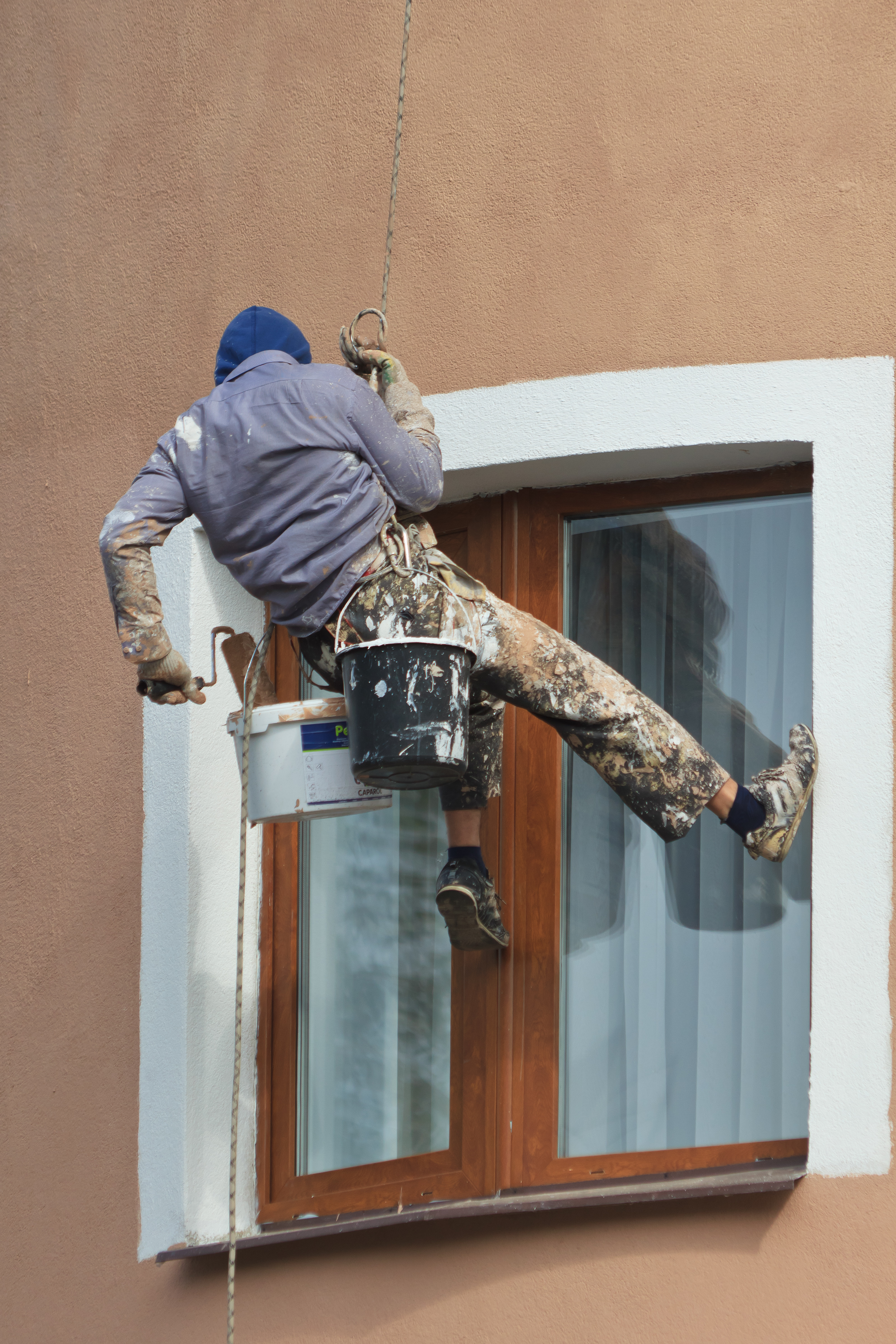
رنگ آمیزی ساختمان در مسکو با عملکرد نا امن - اپراتور بدون کلاه و کفش ایمنی، بدون طناب پشتیبان و ابزار جاذب انرژی مشغول کار است. ابزار فرود این فرد ابزار ورزشی است که برای کار صنعتی با طناب به هیچ وجه مناسب نیست.

دسترسی با طناب مهارتی است که با بهره‌گیری از تکنیک‌های صخره‌نوردی و غار نوردی به ظهور رسیده‌است. در این روش افراد ماهر و باتجربه، طناب‌های صنعتی ویژه ای را به کار گرفته و عملیات دسترسی را به گونه ای طراحی می‌کنند تا کارگران بتوانند بدون استفاده از داربست، یا سکوهای معلق مانند کلایمر، به راحتی به نمای ساختمان‌های بلند یا دیگر فضاهای عمودی مانند دیواره‌های مخازن نفتی یا سازه‌های نیروگاهی دسترسی پیدا کنند. تکنسین‌های دسترسی با طناب برای دسترسی و موضع‌گیری در این محیط‌ها از روش‌های فرود، صعود و جابجایی افقی استفاده می‌کنند. در این روش، طناب کار صنعتی از یک سو به بخش قابل اطمینانی از سازه متصل شده و طرف دیگر با اتصال به تونوکه یا هارنس، آن‌ها را به حالت معلق و کنترل شده درآورده و اجازه مانوورهای گوناگون جهت دسترسی به سطوح عمودی سازه‌های مرتفع را خواهد داد. گاهی اوقات برای کارهای طولانی مدت ممکن است از یک صندلی کار نیز استفاده شود. در استانداردهای کار صنعتی با طناب علاوه برتجهیزات کاملاً ایمن در نظر گرفته شده برای عملکرد مطمئن طناب اصلی یا همان طناب کار، الزامی است تا به‌طور دائم و پیوسته از یک سیستم پشتیبان نیز استفاده شود. الزامات در نظر گرفته شده برای استفاده از سیستم پشتیبانی کار در ارتفاع با طناب، به منظور حذف کامل احتمال سقوط و مخاطرات ناشی از عملکرد معیوب، شکستگی یا هر گونه خرابی در عملکرد طناب اصلی است. سیستم پشتیبان اغلب با کارگیری طناب دوم تأمین می‌شود. به این ترتیب هر یک از خطوط طناب کار و طناب ایمنی یکدیگر را پشتیبانی می‌کنند. رایج‌ترین کاربردهای کار صنعتی با طناب شامل بازرسی، نقشه‌برداری، نگهداری و ساخت پل‌ها، سدها، توربین‌های بادی، برج‌ها، ساختمان‌ها و تأسیسات صنعتی می‌باشد. شستشوی نمای برج‌ها و آسمان خراش‌ها، بازسازی و نوسازی نمای ساختمان‌ها، رنگ آمیزی نما، استحکام بخشی سنگ نما بوسیله ی پیچ و رول‌پلاک نما تعویض شیشه‌ها در ارتفاع و جوشکاری انتقال برش و بارگیری و انتقال اجسام سنگین به صورت عمودی با استفاده از روش‌های تخصصی کار صنعتی با طناب انجام می‌شود. ویژگی‌های ایمنی کار صنعتی با طناب شامل موارد زیر هستند.
- تکنسین کار صنعتی با طناب همواره اقلاً به دو نقطه مستحکم و مستقل از یکدیگر اتصال دارد.[۱۰]
- هنگامی که کار در ارتفاع، با طناب پشتیبانی می‌شود، هر یک از طناب‌ها، متصل به تجهیزات و مکانیزم‌های فرود ایمن در صورت بروز خرابی است.
- تمامی ابزار آلات جانبی کار در ارتفاع (مانند دریل، چکش و …) توسط بند یا تسمه به تونوکه یا هارنس متصل می‌شوند تا از خطر سقوط آن‌ها بر روی افرادی که در پایین عبور می‌کنند جلوگیری شود.[۱۱]
- هر پروژه کار صنعتی با طناب حداقل نیاز به دو تکنسین آموزش دیده دارد که هر کدام توانایی و مهارت‌های نجات در مواقع لازم را داشته باشند.
- تمامی تکنسین‌ها ی کار صنعتی با طناب توسط یک نفر متخصص حرفه ایی به‌طور مستقل ارزیابی می‌شوند.[۱۲]
- تمام تجهیزات بر اساس دستورالعمل‌های مشخص به‌طور منظم بازرسی و نگهداری می‌شود.
- پیاده‌سازی عملیات و بکارگیری درست سیستم‌های کاری از طریق دستورالعمل‌های دقیق و استانداردسازی شده مورد استفاده قرار می‌گیرند.

انجمن‌های حرفه‌ای مانند اتحادیه حرفه‌ای کار صنعتی با طناب (IRATA _ Industrial Rope Access Trade Association) سیاست‌های اجباری را وضع کرده‌اند که بر اساس آن تمامی شرکت‌های عضو باید تمام حوادث و حتی وقایع نزدیک به حادثه را ارائه دهند تا ازین طریق اطلاعات کل این صنعت را ارزیابی و پایش کنند. این رویه جمع‌آوری و تحلیل گزارش‌ها کمک می‌کند تا علاوه بر تکامل تجهیزات و روند کاهش حوادث، شیوه‌های کار صنعتی با طناب بهبود مستمر داشته باشد. تکنیک‌های یاد شده، همراه با روش‌ها و ساختارهای مدون انجمن‌های حرفه‌ای کار صنعتی با طناب تا آنجا پیشرفته‌است که از آغاز فعالیت این رشته صنعتی در حدود دهه ۱۹۸۰، عملیات کار در ارتفاع با این روش به ندرت حادثه بار بوده‌است.
به طور کلی سه روش دسترسی به ارتفاع وجود دارد.
۱: استفاده از روش سنتی داربست
۲: استفاده از کلایمر
۳: تکنیک راپل 
ایمنی اجرا کار در تکنیک راپل از دو روش دیگر بالاتر می‌باشد.
با گسترش تجهیزات راپل  این تکنیک در عملیات های امداد و نجات کاربرد گسترده ای پیدا کرده است. همچنین صخره نوردان، غار نوردان، سنگ نوردان و دره نوردان از این تکنیک استفاده می‌کنند.